# John Walker (Maler)
John Walker (* 23. November 1939 in Birmingham) ist ein  englischer Maler und Druckgrafiker.
Er studierte in Birmingham. Einige seiner Frühwerke waren vom abstrakten Expressionismus inspiriert und kombinierten oft dreidimensionale Formen mit  „flacheren“ Elementen. Diese Werke waren meist in Acrylfarben ausgeführt.
In den frühen 1970ern fertigte John Walker eine Reihe von großformatigen Tafelbildern, die Blackboard Pieces in Tafelkreide sowie die Juggernaut (Fernfahrer)-Werke, in welchen er  Pigmentfarben verwendete. Ab den späten 1970ern spielt sein Werk auf frühere Maler wie Francisco de Goya, Édouard Manet und Henri Matisse an, entweder durch Zitieren des Bildmotivs oder durch Verwendung einer bestimmten Maltechnik. In dieser Zeit begann er häufiger auch Ölfarben einzusetzen.
Nachdem er bereits einige Zeit in Australien verbracht hatte, wurde John Walker zum Dekan der School of Art am Victoria College of the Arts in Melbourne berufen. Hier entstand seine Oceania Serie in welche er Elemente der ozeanischen Kunst einbrachte.
Zurzeit arbeitet John Walker als Professor für Malerei an der Abteilung für visuelle Kunst der Kunstschule an der Boston University in Boston, MA.
John Walker war 1985 für den Turner Prize nominiert.